# Zambijski Uniwersytet Katolicki
Zambijski Uniwersytet Katolicki (ang. Zambia Catholic University) – uniwersytet w Zambii z siedzibą w Kalulushi.
Został założony w 2008 przez zambijskich biskupów katolickich.